# Vicent Andrés Estellés

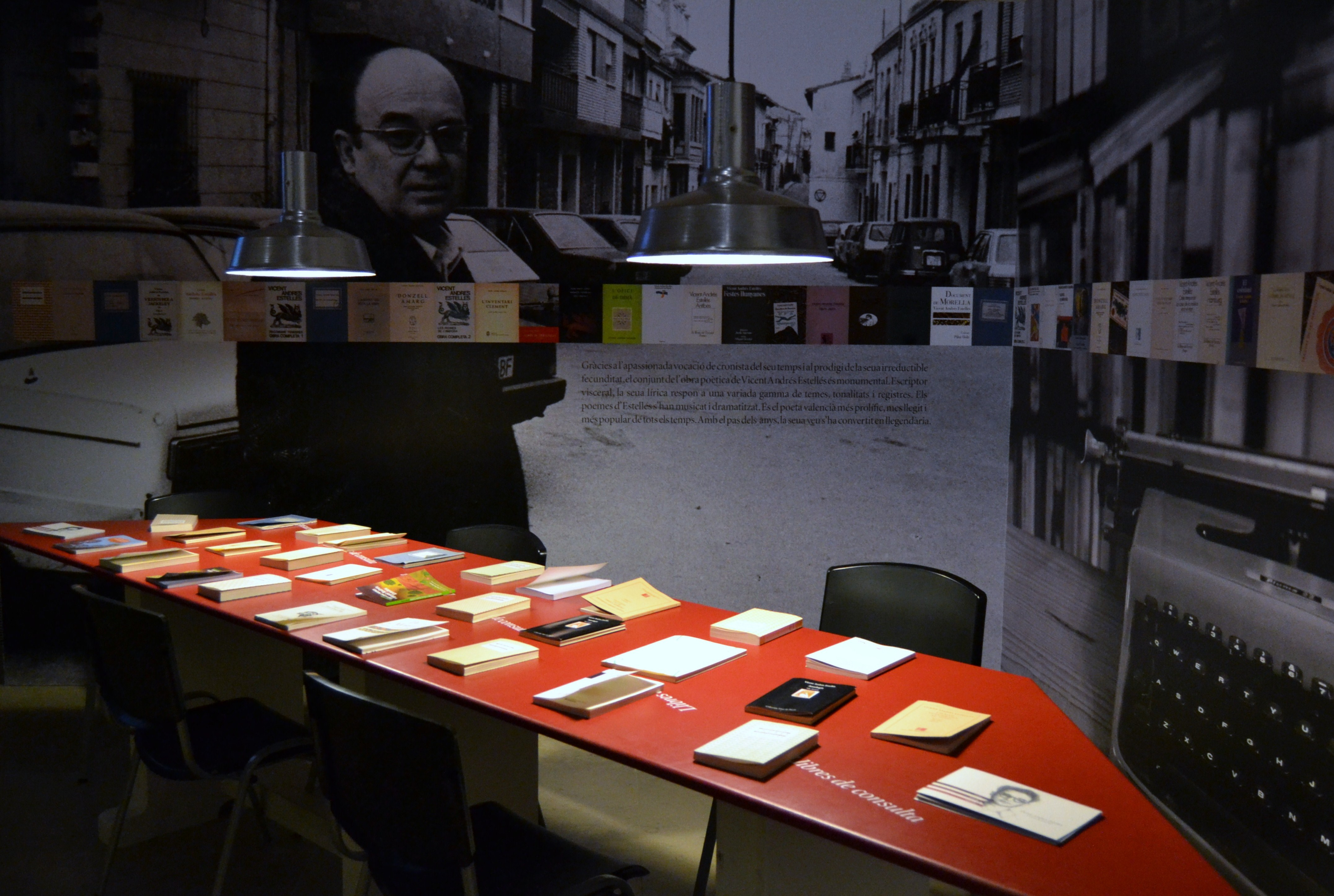
Exposición acerca de la vida y obra de Estellés en el Convento del Carmen, Valencia, 2013

Vicent Andrés Estellés (Burjasot, Valencia, 4 de septiembre de 1924-Valencia, 27 de marzo de 1993) fue un poeta y periodista español en lengua valenciana. Está considerado uno de los principales renovadores de la poesía contemporánea en valenciano, desempeñando un papel que podría asimilarse, en cierta medida, al que tuvieron —en el siglo XV— Ausiàs March y Joan Roís de Corella.

## Biografía
Un poco después de comenzada la guerra civil española cumplió doce años y durante la misma aprendió los oficios de pintor y de orfebre, al tiempo que aprendía también mecanografía. La guerra habría de influír poderosamente en su obra, siendo la muerte uno de los temas recurrentes en su poesía.
En 1942, cuando tenía dieciocho años, se fue a estudiar periodismo a Madrid y tres años después hizo el servicio militar en Navarra. Volvió a Valencia y trabajó como periodista en el diario Las Provincias, haciendo todo tipo de reportajes. Entabló amistad con Joan Fuster, Xavier Casp y Manuel Sanchis-Guarner, escritores valencianos relevantes de la época y conoció a Isabel, que acabaría convirtiéndose en su mujer y marcaría también su obra literaria. En 1955 se casó con ella y tuvieron una hija que murió a los cuatro meses, anclándolo ya para siempre en el tema de la muerte en su obra, en particular el «Coral romput», inspirado en este hecho.
En 1958 llegó a ser redactor jefe de Las Provincias, hasta su despido el año 1978, año en que recibió el Premio de Honor de las Letras Catalanas. Este despido le supuso una jubilación anticipada a los 54 años, por lo que se pudo dedicar íntegramente a su obra, participando en muestras y otras actividades culturales. En 1984 recibe el Premio de las Letras Valencianas. Durante unos años se traslada a Benimodo, una localidad de la comarca valenciana de la Ribera Alta, y combina la poesía con la prosa. Recibe numerosos premios y homenajes como el de los "Premis Octubre" en 1990.

## Obra

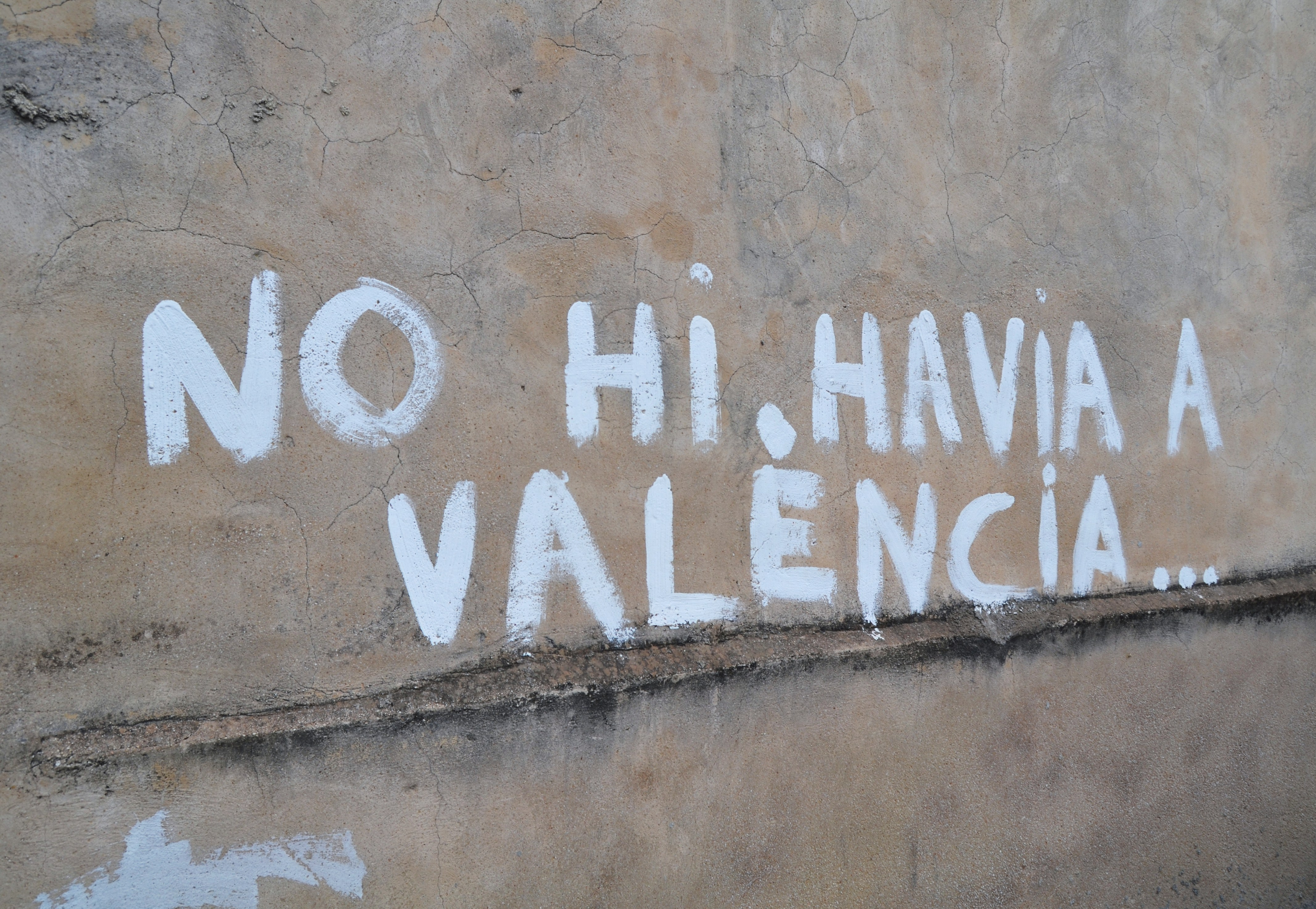
Grafiti que cita las primeras palabras de un conocido poema del autor (Els Poblets, 2012).

Es uno de los más grandes poetas en valenciano, con una obra diversa y muy extensa. Aunque es más conocida su poesía, también escribió novelas, obras de teatro, guiones de cine y unas memorias. Los temas centrales de su obra son la muerte y el sexo, y siempre desde un prisma popular, cotidiano, sencillo, directo, e incluso vulgar. Toda su obra es difícil de catalogar, así como algunas obras las reelaboraba a partir de libros o anotaciones privadas, como los Manuscrits de Burjassot, Cançoner, o Mural del País Valencià, que los publicaba en fragmentos o aquellos poemas que consideraba más adecuados.
Las primeras publicaciones  Ciutat a cau d'orella (1953), La nit (1956), Donzell amarg (1958), y L'amant de tota la vida (1966), que sólo son una pequeña recolección de todo lo que había escrito hasta ese momento.
A partir de los años setenta, publica con más frecuencia y recibe numerosos premios. Publica Lletres de canvi (1970), Primera audició (1971), L'iventari clement (1971). En el 1971 publicó dos obras muy importantes: La clau que obri tots els panys (que contiene «Coral romput») y su obra más conocida y reeditada, Llibre de Meravelles.
A partir de este momento comienza a ser reconocido y se publica la llamada obra completa, incluyendo Recomane tenebres (1972), Les pedres de l'àmfora (1974), Manual de conformitats (1977), Balanç de Mar (1978), Cant temporal (1980), Les homílies d'Organyà (1981) —que incluye de nuevo «Coral romput»—, Versos para Jackeley (1983), Vaixell de vidre (1984), La lluna de colors (1986) y Sonata d'Isabel (1990).
De su prosa se destaca la novela El coixinet (1988), la obra teatral L'oratori del nostre temps (1978), y sus memorias: Tractat de les maduixes (1985), Quadern de Bonaire (1985), y La parra boja (1988).

## Estética
La estética de Estellés ha sido descrita como “irada”, pues en ella existe una triple opresión.
- Personal: Describe una situación vital donde la persecución y la humillación son constantes. Donde autoafirmarse y actuar en consecuencia implica forzosamente esta situación. Muestra el amor como posibilidad de salvación y redacción.
- Colectiva: Describe una vida colectiva donde existe la miseria económica, el miedo a ser reprendido socialmente y una situación de incultura que azota al pueblo, del que se siente parte y se erige en portavoz.
- Nacional: Muestra un desgarro, una sensibilidad herida por el secuestro de una cultura, lengua y país. Sensible a la lucha del pueblo valenciano y por la dignificación de su cultura, entendidas ambas como insertas en el ámbito más amplio del catalán.

Entre sus motivos temáticos más recurrentes están: la muerte, el amor y el erotismo, el hambre, la opresión política y la cotidianidad que sirve para enlazar estos temas desde una gran multiplicidad formal y tonal.

## Reconocimientos
En 1993 fue nombrado doctor honoris causa por la Universidad de Valencia.

### Premios
Los premios más importantes recibidos son:
- 1978, Premio de Honor de las Letras Catalanas de Òmnium Cultural.
- 1982, Creu de Sant Jordi de la Generalidad de Cataluña.
- 1984, Premio de Honor de las Letras Valencianas de la Generalidad Valenciana.
- 1992, Porrot d'Honor de les Lletres Valencianes de Silla.
- 1994, Medalla de Oro de las Bellas Artes del Ministerio de Cultura de España a título póstumo.

### Estatuas y calles
La figura del poeta ha sido homenajeada en el callejero de numerosos pueblos de la Comunidad Valenciana, además de dar nombre a un instituto de secundaria de Burjassot.
En Burjassot hay instalada, también, una estatua en bronce, en la plaza Emilio Castelar. La obra, que lo representa sentado en uno de los bancos de la plaza escribiendo sobre una pila de libros, ha sufrido cuatro ataques vandálicos hasta 2013. Así pues, ha aparecido cubierta de pintura azul hasta, incluso, con las patillas de sus anteojos rotas.

## Musicalización
Es uno de los poetas más musicados en valenciano. Ovidi Montllor es quizás quien más lo ha musicado, destacando su versión del poema Els Amants que ha sido interpretada numerosas veces en directo. Otros cantantes, cantautores, o grupos que le han musicado son Paco Muñoz, Celdoni Fonoll, Maria del Mar Bonet, Obrint Pas, Remigi Palmero, Vicent Torrent, Lluís Miquel, Els pavesos, Lluís el Sifoner, Esteve Ferre, Lucho Roa,  entre otros. El maestro Enrique Belenguer Estela musicó el poema Cançó de bressol, componiendo una canción coral a 4 voces solas (tiples, altos, tenores y bajos).